# Higienópolis Aberta
O Higienópolis Aberta é um evento de urbanismo tático aberto, sem fins lucrativos, realizado na cidade de Londrina, estado do Paraná.
O evento consiste em dedicar um segmento da Avenida Higienópolis, considerada uma importante avenida da cidade, para uso exclusivo de pedestres e veículos de propulsão humana, aos domingos. São realizadas atividades culturais, esportivas e ações que estimulam a apropriação do espaço público e o desenvolvimento de placemaking.

## O Evento
O projeto foi iniciado no ano de 2021 por iniciativa civil, com a discussão de promover o convívio social ao espaço público após o período de pandemia do COVID-19.

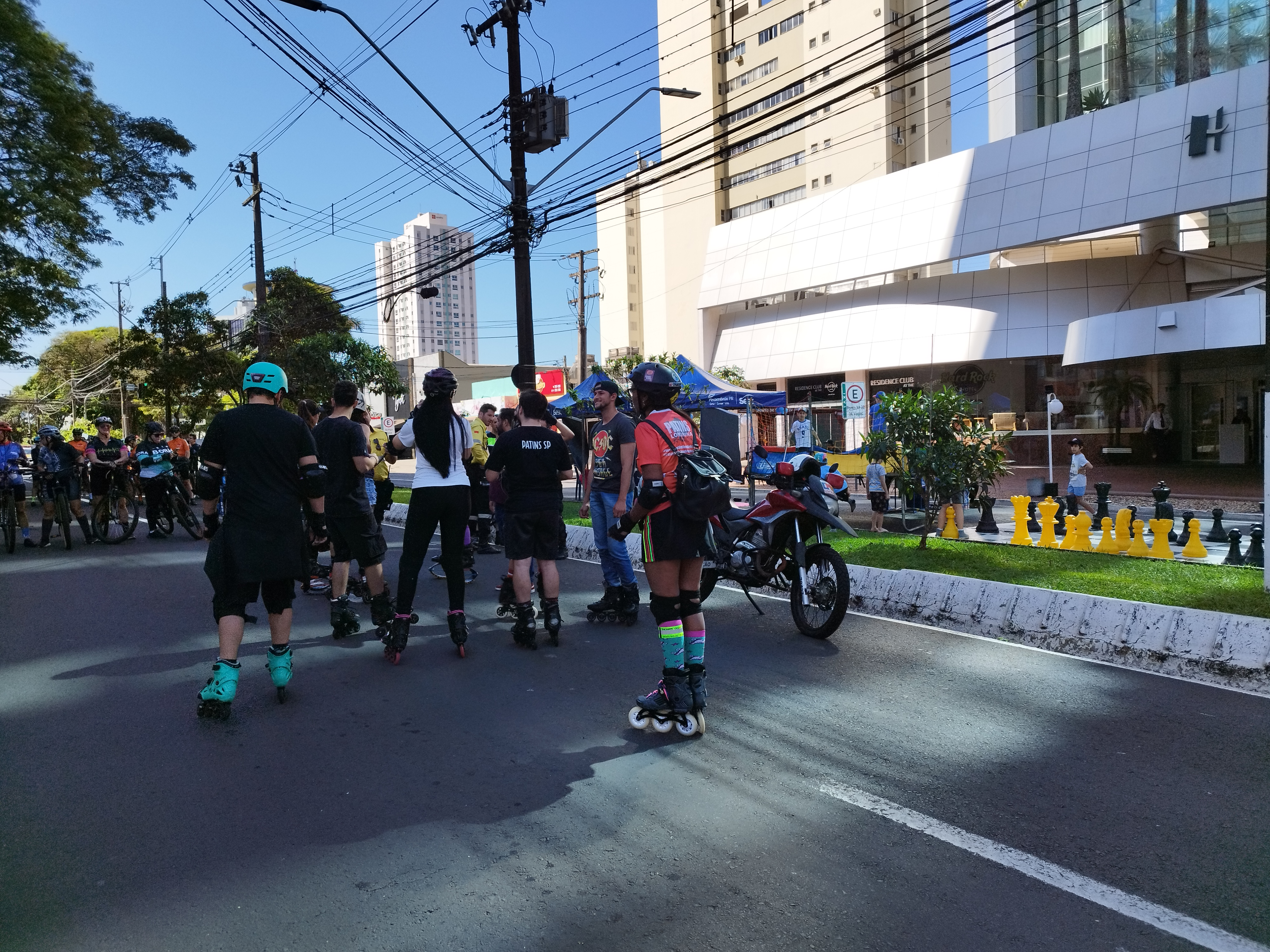
Encontro de ciclistas no evento piloto do Higienópolis Aberta

O primeiro evento foi realizado em setembro de 2022 através da parceria da iniciativa privada e sociedade civil organizada, tendo como organizadores a empresa URBdata® e o Conselho da Avenida Higienópolis, e foi premiado nacionalmente por apresentar dados de acompanhamento do evento e consistir numa proposta replicável a outras localidades do Brasil.
Após a submissão da ideia à Câmara de Vereadores de Londrina em novembro de 2021 e meses de reuniões com empresários da Avenida Higienópolis e a sociedade civil, o evento piloto aconteceu no dia 24 de setembro de 2022, abrindo 3 quadras da avenida para circulação de pedestres e ciclistas.
Tornou-se um evento recorrente no ano de 2023, e a cada ano, uma edição temática de maior porte é realizada através de parceria entre o poder público, sociedade civil organizada e a empresa URBdata®.